# Мечеть Ібн Тулуна (Каїр)
Мечеть Ібн Тулуна (араб. مسجد أحمد بن طولون) — одна з найстаріших мечетей міста Каїру (Єгипет), має оригінальний зовнішній вигляд, що сягає своїм віком середини IX століття; є однією з видатних споруд арабської архітектури.

## Архітектура і зовнішній вигляд
Мечеть Ібн Тулуна було зведено в стилі саммаран, панівному за Аббасидів. Її сучасний загальний вигляд, на противагу переважній більшості мечетей Каїра, несе в собі риси впливу архітектурних традицій Багдадського халіфату.
Внутрішній простір храму — велике (92 х 92 м) квадратне подвір'я, звичне для арабського культового (а також громадського і житлового зодчества) — сахн. Всередині подвір'я розташований фонтан для омовінь (сабіль). Над фонтаном 1296 року було зведено масивний купол, що лежить на восьмигранному барабані, який в свою чергу, стоїть на квадратній основі.
З трьох боків подвір'я мечеті оточене аркадами. Стрільчасті арки сприраються на квадратні стовпи. З четвертого боку до сахну примикає молитовна зала, де міститься міхраб, зведений ще за часів Ібн-Тулуна, але в подальшому значно перебудований. Чотири колони з чудовими капітелями, що прикрашають залу, імовірно, були взяті з якоїсь візантійської церкви доби Юстиніана.
На західному боці мечеті підноситься мінарет, що є нетрадиційним за зовнішнім виглядом для Каїру (іракський тип), і також не є з'єднаним з основним приміщенням мечеті. Мінарет було зведено наприкінці ХІІІ століття. 
Мечеть Ібн-Тулуна складена з обпаленої цегли і вкрита вапняковою обмазкою, що знову ж таки є свідченням оригінальності споруди для Каїра — адже в регіоні достатньо каміння, що використовується як будівельний матеріал. Цей факт також є показовим щодо впливів на споруду багдадської традиції.
Архівольти великих і малих арок, капітелі колон, карнізи тощо оздоблені стилізованим рослинним візерунком, традиційним для ісламського мистецтва.

## Історія
Мечеть було збудовано Ахмадом ібн Тулуном, губернатором Єгипту у часи Аббасидів у 868—84 роки, що першим проводив фактично незалежну єгипетську політику. Єгипетський арабський історик аль-Макризі наводить дату початку зведення мечеті — 876 рік, а плита з мечеті, що збереглась, ідентифікує дату завершення будівництва 265-им мусульманським роком, тобто 879-м роким н.е..

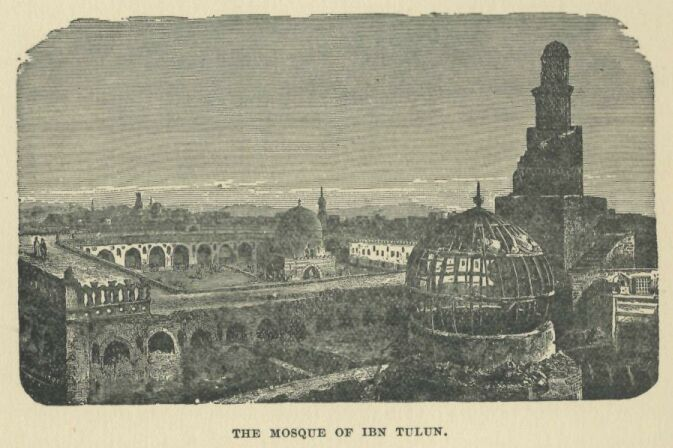
Мечеть Ібн-Тулуна на малюнку поч. ХХ ст.

Мечеть побудували не невеликому підвищенні (пагорбі) Гебель Яшкур («Пагорб Подяки»). Одна місцева легенда розповідає, що начебто са́ме тут (а не на горі Арарат) зупинився Ноїв Ковчег після завершення Всесвітнього потопу.
Велика церемоніальна соборна мечеть Ібн-Тулуна призначалась для демонстрації сили і могутності Ібн-Тулуна та його столиці Аль-Каттаї, що правила за адміністративний центр для династії Тулунідів. Мечеть використовували спочатку і як палац, відтак Ібн-Тулун через двері, суміжні з мінбаром, міг увійти до храму. Будівлі містечка Аль-Каттаї були розібрані на початку ХХ століття, тому Мечеть Ібн-Тулуна — єдина споруда, що збереглась з тієї доби.

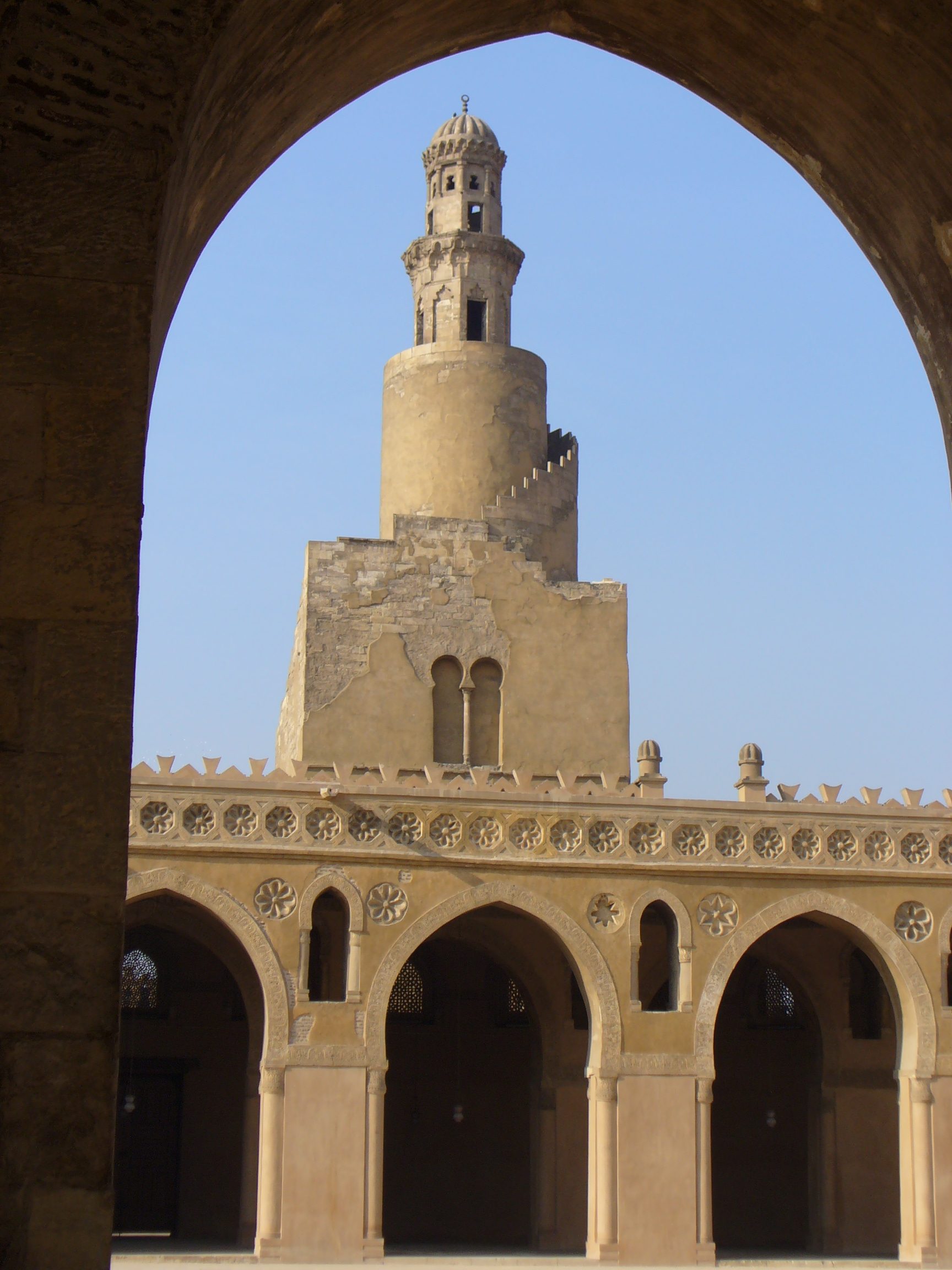
Вид на мінарет з однієї з арок

Тривалий час наприкінці Х — у 1-й половині 2-го тисячоліття Мечеть Ібн-Тулуна разом з мечетями Аль-Азхар і аль-Хакіма були головними каїрськими мечетями, що мали вміщувати усіх правовірних під час п'ятничної молитви.
За свою історію існування Мечеть Ібн Тулуна декілька разів відновлювали та реконструювали. Перше достеменно відоме відновлення відбувалось в 1177 році за наказом фатимідського візира Бадра аль-Джамалі. Реконструкція часів султана Даджіна 1296 року додала декілька суттєвих змін і удосконалень у загальний вигляд мечеті, зоврема, на цей час припадає зведення оригінального мінарету.
Востаннє відновлювальні роботи в мечеті було здійснено Єгипетською Вищою радою старійшин 2004 року.
Ще за Середньовіччя навпроти зовнішніх мурів Мечеті Ібн Тулуна було збудовано декілька цікавих громадських і житлових споруд. Однак 1928 року більшість з них було знищено за наказом Комітету зі збереження арабських пам'яток, втім деякі з надавніших і таких, що збереглися найкраще, будинків, усе-таки були збережені. До них, зокрема, належать т.зв. «Будинок критянки» (Beit al-Kritliyya) та «Будинок Амни, жінки Саліма» (Beit Amna bint Salim), з'єднані на якомусь етапі існування містком на третьому рівні від підлоги. Відомий так званий Будинок Ґейєр-Андерсена, відкритий для огляду як музейний заклад, фактично з'єднаний через зовнішні мури з мечеттю. Будинок отримав свою назву через відомого пожильця — британського генерала Р.Г. («Джона») Ґейєр-Андерсена, що мешкав у ньому до 1942 року, перетворивши на справжнє зібрання єгипетських арабських старожитностей.

## Цікаві факти, пов'язані з мечеттю
- Попри те, що вважається в принципі доведеним, що мінарет мечеті Ібн-Тулуна зводився значно пізніше за саму́ культову споруду[9], народна фантазія прив'язує його появу до першобудівника. Так, існує переказ, ніби сам ібн Тулун був настільки заглибленим у справу будівництва мечеті, що сидячи якось зі своїми чиновниками, мимовільно накрутив довкруг пальця якийсь папір. Коли ж сановники поцікавились, що він робить, аж ніяк не знітившись, Ібн Тулун відказав, що у такий спосіб проектував мінарет своєї мечеті.
- Однією з основних локацій зйомок 10-го фільму Бондіани «Шпигун, який мене кохав» (1977) став Каїр, і зокрема, вони відбувались у внутрішньому подвір'ї і в аркадах Мечеті Ібн Тулуна.

## Галерея

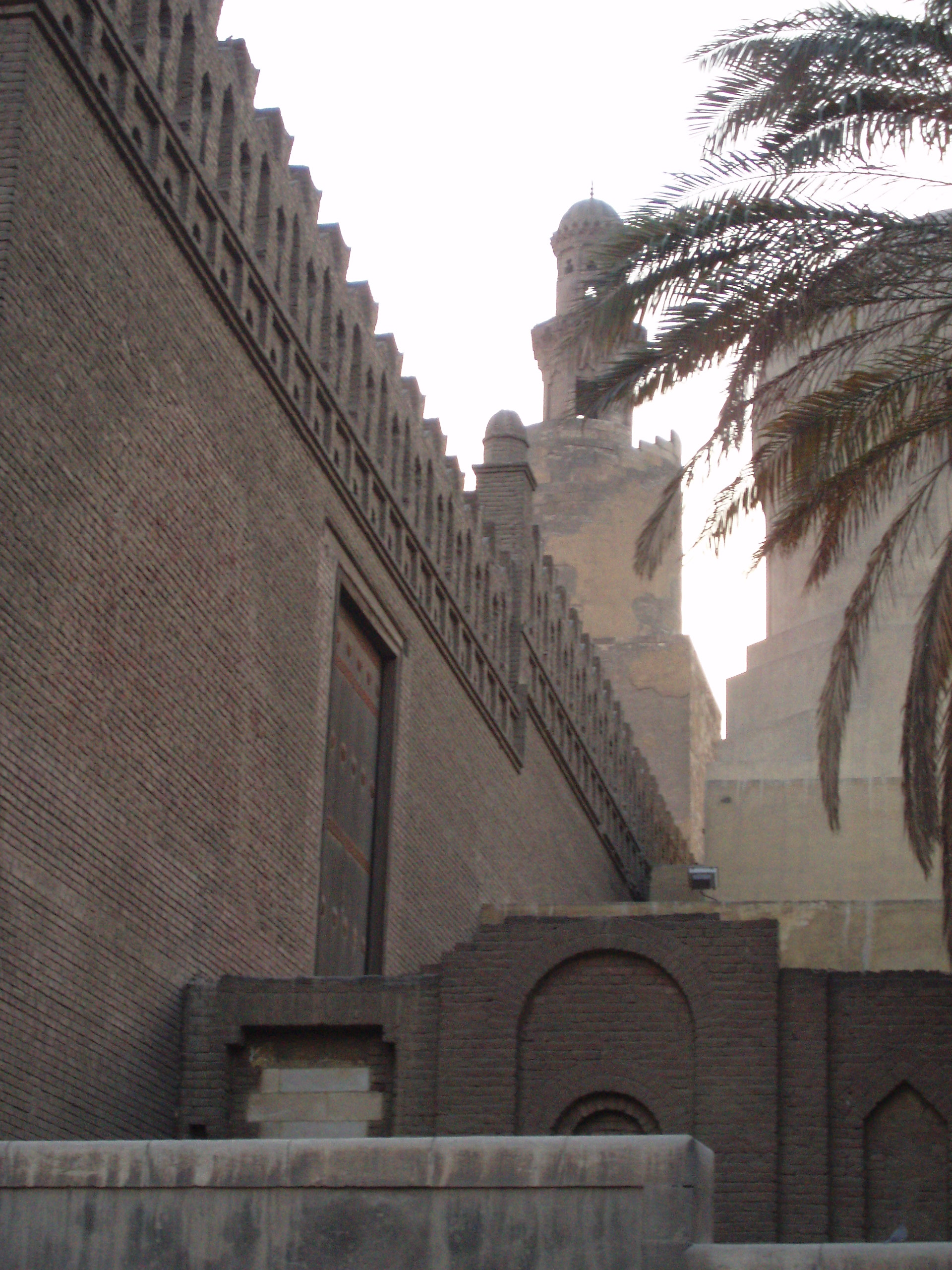
Мечеть Ібн-Тулуна з-за мурів
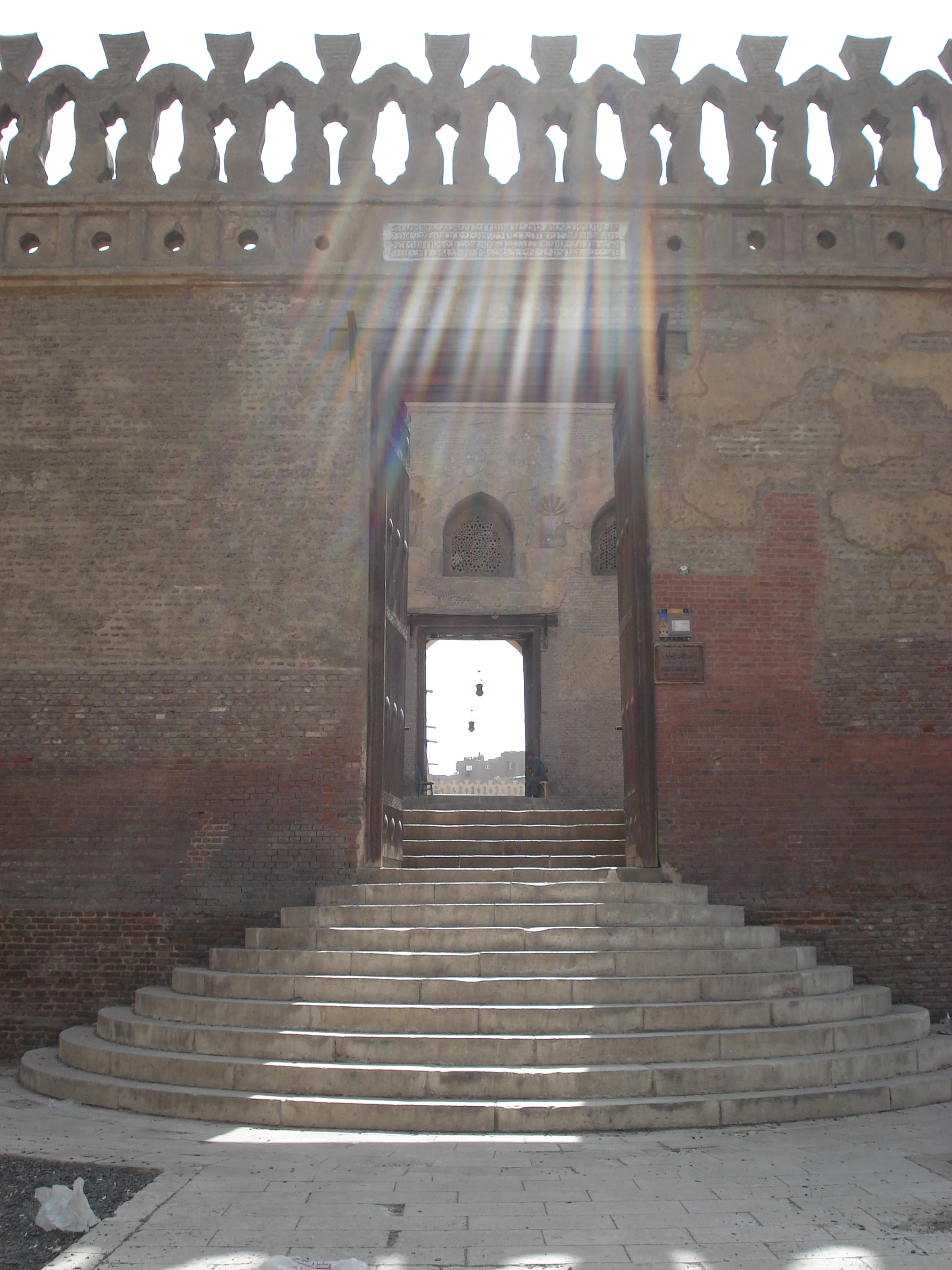
Вхід до мечеті в сонячному промінні
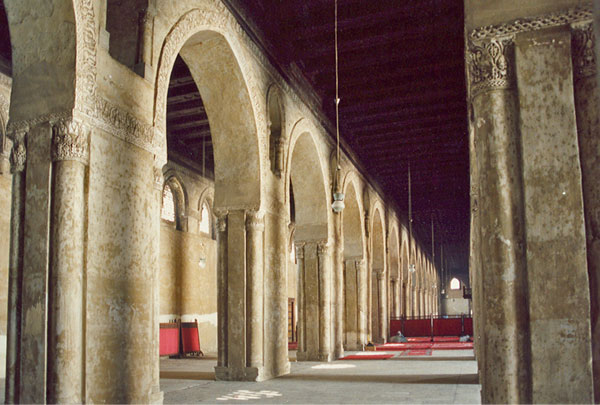
Аркади мечеті (тут Джеймс Бонд відтстежував таємні зустрічі ворогів).
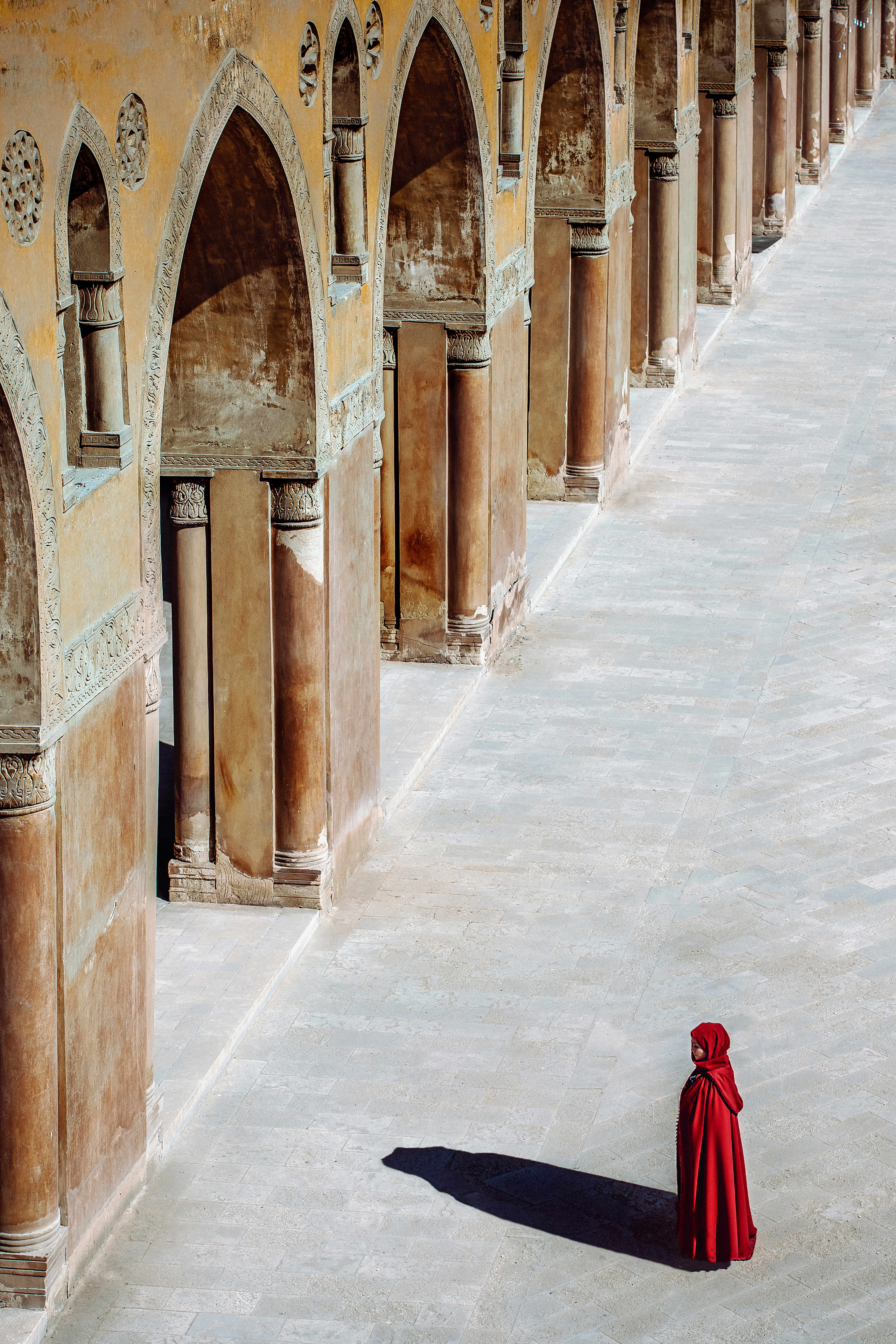

## Виноски
1. ↑  archINFORM — 1994.
2. ↑  Ходжаш С. Каир. («Города и музеи мира»), М.: «Искусство», 1975, стор. 102 (рос.)
3. ↑  Ходжаш С. Каир. («Города и музеи мира»), М.: «Искусство», 1975, стор. 103 (рос.)
4. ↑  al-Maqrīzī, Khiţaţ, II, pp. 265 ff
5. ↑  R.G. 'John' Gayer-Anderson Pasha. «Legends of the House of the Cretan Woman.» Cairo and New York: American University in Cairo Press, 2001, стор 33-34 (англ.)
6. ↑  Nicholas Warner. «Guide to the Gayer-Anderson Museum in Cairo.» Cairo: Press of the Supreme Council of Antiquities, 2003, стор 5 (англ.)
7. ↑  Ходжаш С. Каир. («Города и музеи мира»), М.: «Искусство», 1975, стор. 106 (рос.)
8. ↑  Будинок Ґейєр-Андерсена // Каїр // Хааг Майкл Египет. Путеводитель. (Путеводители Томаса Кука)., М.: «Издательство ФАИР» / Thomas Cook Publishing, 2007, стор. 37 (рос.)
9. ↑  див. наприклад, Doris Behrens-Abouseif. Islamic Architecture in Cairo: an introduction. Leiden & New York: E.J. Brill, 1989, стор 55 (англ.)